# Jettingen-Scheppach
Jettingen-Scheppacher en købstad (markt) i Landkreis Günzburg i Regierungsbezirk Schwaben i den tyske delstat Bayern. Den ligger mellem Ulm og Augsburg.

## Geografi
Jettingen-Scheppach ligger i Region Donau-Iller. Floden Mindel løber gennem kommunen.
Der er følgende byer og landsbyer: Freihalden, Jettingen, Ried b. Jettingen, Scheppach, Schönenberg og Eberstall.

## Personer fra Jettingen-Scheppach
- Johann Ernst Eberlin (1702 – 1762), komponist og organist.
- Modstandsmanden Claus Graf Schenk von Stauffenberg

(15. november 1907 i Jettingen – 21. juli 1944 i Berlin) er født i Jettingen. Han var oberst i Adolf Hitlers generalstab i Nazi-Tyskland under 2. verdenskrig, og var sammen med sin broder Berthold Schenk Graf von Stauffenberg en af nøglepersonerne i den militære modstand mod Hitlerregimet. Det var ham der stod for det mislykkede attentatforsøg på Hitler den 20. juli 1944.